# Successiewet
De Successiewet 1956, voluit Wet van 28 juni 1956, inzake de heffing van de rechten van successie, van schenking en van overgang, is een Nederlandse wet waarin de erfbelasting (oorspronkelijk successierecht genoemd) en de schenkbelasting (de belasting bij schenkingen, oorspronkelijk schenkingsrecht genoemd) worden geregeld.